# Dyłgopoł
Dyłgopoł (bułg. Дългопол) – miasto w Bułgarii, w obwodzie Warna, siedziba gminy Dyłgopoł. W 2019 roku liczyło 4413 mieszkańców.